# Obereopsis luchti
Obereopsis luchti là một loài bọ cánh cứng trong họ Cerambycidae.